# Tutto a posto/Isola ideale
Tutto a posto/Isola ideale è il 21° singolo del gruppo musicale italiano dei Nomadi, pubblicato in Italia nel 1974 dalla Columbia.

## Tracce
1. Tutto a posto – 3:30 (Alberto Salerno, Bruno Tavernese)
2. Isola ideale – 3:59 (Beppe Carletti, Carlo Alberto Contini)

Durata totale: 7:29